# Lauda Sion Salvatorem

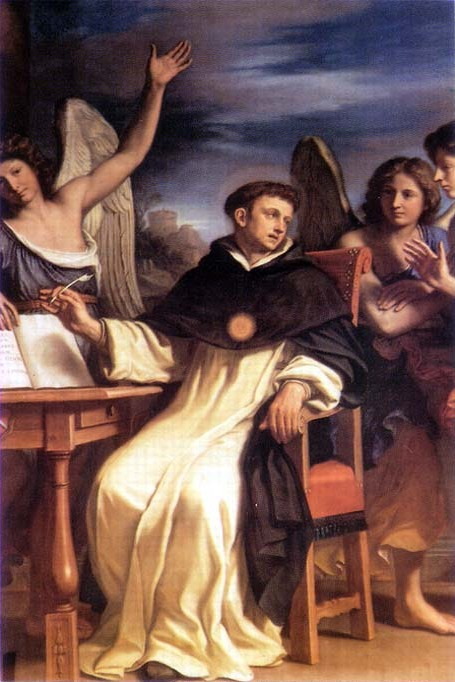
San Tommaso d'Aquino, mistico dell'Eucaristia, compone l'inno eucaristico "Lauda Sion" ispirato dagli Angeli, Guercino, Bologna, 1662

La sequenza Lauda Sion Salvatorem è una preghiera della tradizione cattolica. È l'incipit della sequenza della solennità del Corpus Domini. In essa, dopo la lode all'Eucaristia, viene espresso il dogma della transustanziazione e spiegata la Presenza reale di Cristo in ognuna delle due specie eucaristiche, come codificati dal IV Concilio Lateranense in una forma comprensibile e memorabile. I versi in questione sono Dogma datur Christiánis, / quod in carnem transit panis, / et vinum in sánguinem.
L'autore è san Tommaso d'Aquino, che la compose attorno al 1264, su richiesta di papa Urbano IV nel contesto della Messa per la solennità del Corpus Domini. Nel 1679 la paternità dell'Aquinate fu posta in dubbio dai gesuiti, che generarono un'accesa discussione con i domenicani, i quali citavano la testimonianza di Tolomeo da Lucca, un contemporaneo di Tommaso.
Il Lauda Sion è formalmente riconducibile alla sequenza incrociata Laudes crucis di Adamo di San Vittore (1095-1160) ed è una delle cinque sequenze conservatesi dopo la drastica riduzione voluta dal Concilio di Trento, che viene recitata o cantata prima dell'Alleluia precedente il Vangelo nella Messa del Corpus Domini (facoltativamente dal 1970). In precedenza, era cantato nel giorno del Corpus Domini come sequenza tra il graduale Oculi omnium e il Vangelo del giorno, prima dell'Alleluia o come introito all'inizio della Messa.
Ne sono state tramandate più versioni, unificate solo nel Missale Romanum di San Pio V, risalente al 1570.
È ritenuto uno dei vertici della poesia religiosa di ogni tempo, per profondità dottrinale e sapienza estetica. Alcuni versi richiamano, quanto al contenuto ed alle espressioni utilizzate, l'inno Pange Lingua.
Spiega la dottrina del Santissimo Sacramento con precisione perfetta e in un latino puro e conciso.
La sequenza è nel settimo tono, ma tende all'ottavo tono inferiore in alcune strofe. Nel tardo Medioevo, il latino Lauda Sion veniva cantato alternativamente al tedesco Leise Gott sei gelobet und Gottesben (Dio sia lodato e benedetto). Il Lauda Sion è stato tradotto in musica da molti compositori, fra cui Orlando di Lasso, Pierluigi da Palestrina, Felix Mendelssohn, Federico Caudana e nel terzo movimento della sinfonia Mathis der Maler di Paul Hindemith (composta nel 1934).
Prima del Pietismo e dell'Illuminismo, come altri testi medievali quali Anima Christi e Membra Jesu Nostri, era comune anche nel Luteranesimo ed era cantata dal coro come canto di Comunione, anche in occasione del Giovedì santo.
Altri inni cattolici del Santissimo Sacramento sono: Ave verum corpus, Panis Angelicus, O salutaris Hostia, Tantum ergo (parte del Pange lingua).

## Partitura e testo
| Testo latino | Traduzione letterale in italiano | Traduzione italiana liturgica |
| --- | --- | --- |

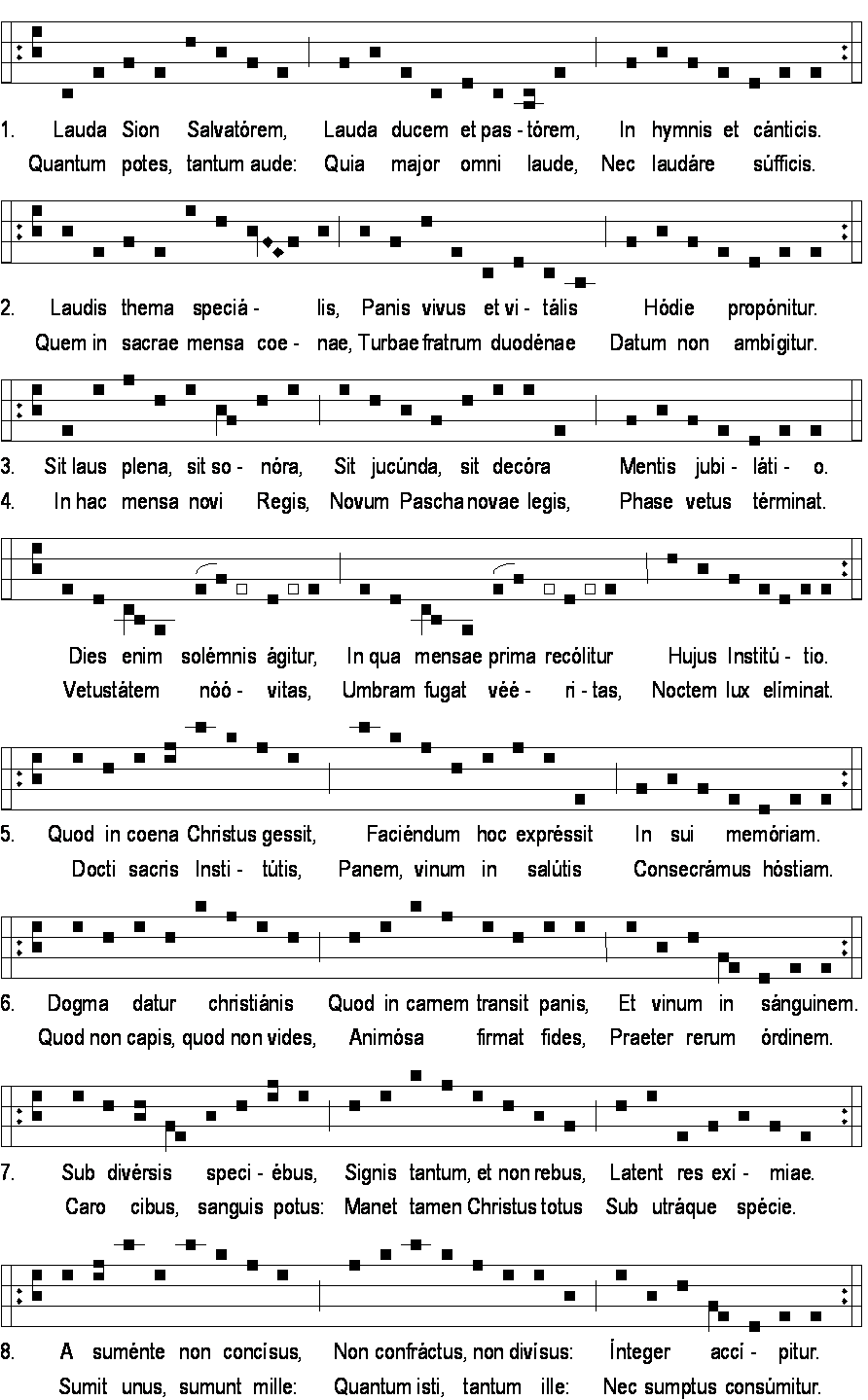
Partitura del Lauda Sion in notazione quadrata.

| Lauda, Sion Salvatórem, lauda ducem et pastórem in hymnis et cánticis. Quantum potes, tantum aude: quia maior omni laude, nec laudáre súfficis. Laudis thema speciális, panis vivus et vitális hódie propónitur. Quem in sacræ mensa cenæ, turbæ fratrum duodénæ datum non ambígitur. Sit laus plena, sit sonóra, sit iucúnda, sit decóra mentis iubilátio. Dies enim solémnis ágitur, in qua mensæ prima recólitur huius institútio. In hac mensa novi Regis, novum Pascha novæ legis Phase vetus términat. Vetustátem nóvitas, umbram fugat véritas, noctem lux elíminat. Quod in cena Christus gessit, faciéndum hoc expréssit in sui memóriam. Docti sacris institútis, panem, vinum, in salútis consecrámus hóstiam. Dogma datur Christiánis, quod in carnem transit panis, et vinum in sánguinem. Quod non capis, quod non vides, animósa firmat fides, præter rerum órdinem. Sub divérsis speciébus, signis tantum, et non rebus, latent res exímiæ. Caro cibus, sanguis potus: manet tamen Christus totus, sub utráque spécie. A suménte non concísus, non confráctus, non divísus: ínteger accípitur. Sumit unus, sumunt mille: quantum isti, tantum ille: nec sumptus consúmitur. Sumunt boni, sumunt mali: sorte tamen inæquáli, vitæ vel intéritus. Mors est malis, vita bonis: vide paris sumptiónis quam sit dispar éxitus. Fracto demum sacraménto, ne vacílles, sed memento, tantum esse sub fragménto, quantum toto tégitur. Nulla rei fit scissúra: signi tantum fit fractúra: qua nec status nec statúra signáti minúitur. Ecce panis Angelórum, factus cibus viatórum: vere panis fíliórum, non mitténdus cánibus. In figúris præsignátur, cum Isaac immolátur: agnus paschæ deputátur: datur manna pátribus. Bone Pastor, panis vere, Iesu, nostri miserére: tu nos pasce, nos tuére: tu nos bona fac vidére in terra vivéntium. Tu, qui cuncta scis et vales: qui nos pascis hic mortales: tuos ibi commensáles, coherédes et sodales fac sanctórum cívium. Amen. Allelúia. | Loda o Sion il Salvatore, loda la Guida e il Pastore in inni e cantici. Quanto puoi tanto ardisci: perché (Egli è) superiore ad ogni lode, e (tu) non basti a lodarlo. Come tema di lode speciale, il Pane vivo e datore di vita viene oggi proposto, il quale, alla mensa della sacra cena, alla schiera dei dodici fratelli, non si dubita dato. La lode sia piena, sia risonante, sia lieto, sia appropriato il giubilo della mente, poiché si celebra il giorno solenne, nel quale di questa mensa si ricorda la prima istituzione. In questa mensa del nuovo Re, la nuova Pasqua della nuova legge pone fine al vecchio tempo. La novità (allontana) la vetustà, la verità allontana l'ombra, la luce elimina la notte. Ciò che Cristo fece durante la cena comandò da farsi in suo ricordo. Ammaestrati coi sacri insegnamenti, consacriamo il pane e il vino, ostia di salute. Ai cristiani vien dato come dogma che il pane si cambia in carne, e il vino in sangue. Ciò che non comprendi, ciò che non vedi, ardita assicura la fede, contro l'ordine delle cose. Sotto specie diverse, (che sono) solamente segni e non cose, si nascondono cose sublimi. La carne (è) cibo, il sangue bevanda: eppure Cristo resta intero sotto ciascuna specie. Da colui che (lo) assume, non spezzato, non rotto, non diviso: (ma) intero è ricevuto. (Lo) riceve uno, (lo) ricevono mille: quanto questi tanto quello; né ricevuto si consuma. (Lo) ricevono i buoni, (lo) ricevono i malvagi, ma con ineguale sorte: di vita o di morte. È morte per i malvagi, vita per i buoni: vedi di pari assunzione quanto sia diverso l'effetto. Spezzato finalmente il Sacramento, non tentennare, ma ricorda che tanto c'è sotto un frammento quanto si nasconde nell'intero. Nessuna scissura si fa della sostanza; si fa rottura solo del segno: per cui né lo stato né la dimensione del Segnato è sminuita. Ecco il pane degli angeli fatto cibo dei viandanti: vero pane dei figli da non gettare ai cani. Nelle figure è preannunciato, con Isacco è immolato, quale Agnello pasquale è designato, è dato qual manna ai padri. Buon pastore, pane vero, o Gesù, abbi pietà di noi: Tu nutrici, proteggici, Tu fa' che noi vediamo le cose buone nella terra dei viventi. Tu, che tutto sai e puoi, che qui pasci noi mortali: facci lassù Tuoi commensali, coeredi e compagni dei santi cittadini. Amen. Alleluia. | Sion, loda il Salvatore, la tua guida, il tuo pastore, con inni e cantici. Impegna tutto il tuo fervore: egli supera ogni lode, non vi è canto che sia degno. Pane vivo, che dà vita: questo è tema del tuo canto, oggetto della lode. Veramente fu donato agli apostoli riuniti in fraterna e sacra cena. Lode piena e risonante, gioia nobile e serena sgorghi oggi dallo spirito. Questa è la festa solenne nella quale celebriamo la prima sacra cena. È il banchetto del nuovo Re, nuova Pasqua, nuova legge; e l'antico è giunto a termine. Cede al nuovo il rito antico, la realtà disperde l'ombra: luce, non più tenebra. Cristo lascia in sua memoria ciò che ha fatto nella cena: noi lo rinnoviamo. Obbedienti al suo comando, consacriamo il pane e il vino, ostia di salvezza. È certezza a noi cristiani: si trasforma il pane in carne, si fa sangue il vino. Tu non vedi, non comprendi, ma la fede ti conferma, oltre la natura. È un segno ciò che appare: nasconde nel mistero realtà sublimi. Mangi carne, bevi sangue: ma rimane Cristo intero in ciascuna specie. Chi lo mangia non lo spezza, né separa, né divide: intatto lo riceve. Siano uno, siano mille, ugualmente lo ricevono: mai è consumato. Vanno i buoni, vanno gli empi; ma diversa ne è la sorte: vita o morte provoca. Vita ai buoni, morte agli empi: nella stessa comunione ben diverso è l'esito! Quando spezzi il sacramento, non temere, ma ricorda: Cristo è tanto in ogni parte, quanto nell'intero. È diviso solo il segno, non si tocca la sostanza; nulla è diminuito della sua persona. Ecco il pane degli angeli, pane dei pellegrini, vero pane dei figli: non dev'essere gettato. Con i simboli è annunziato, in Isacco dato a morte, nell'agnello della Pasqua, nella manna data ai padri. Buon Pastore, vero pane, o Gesù, pietà di noi; nutrici e difendici, portaci ai beni eterni nella terra dei viventi. Tu che tutto sai e puoi, che ci nutri sulla terra, conduci i tuoi fratelli alla tavola del cielo, nella gioia dei tuoi santi. Amen. Alleluia. |

## Accoglienza

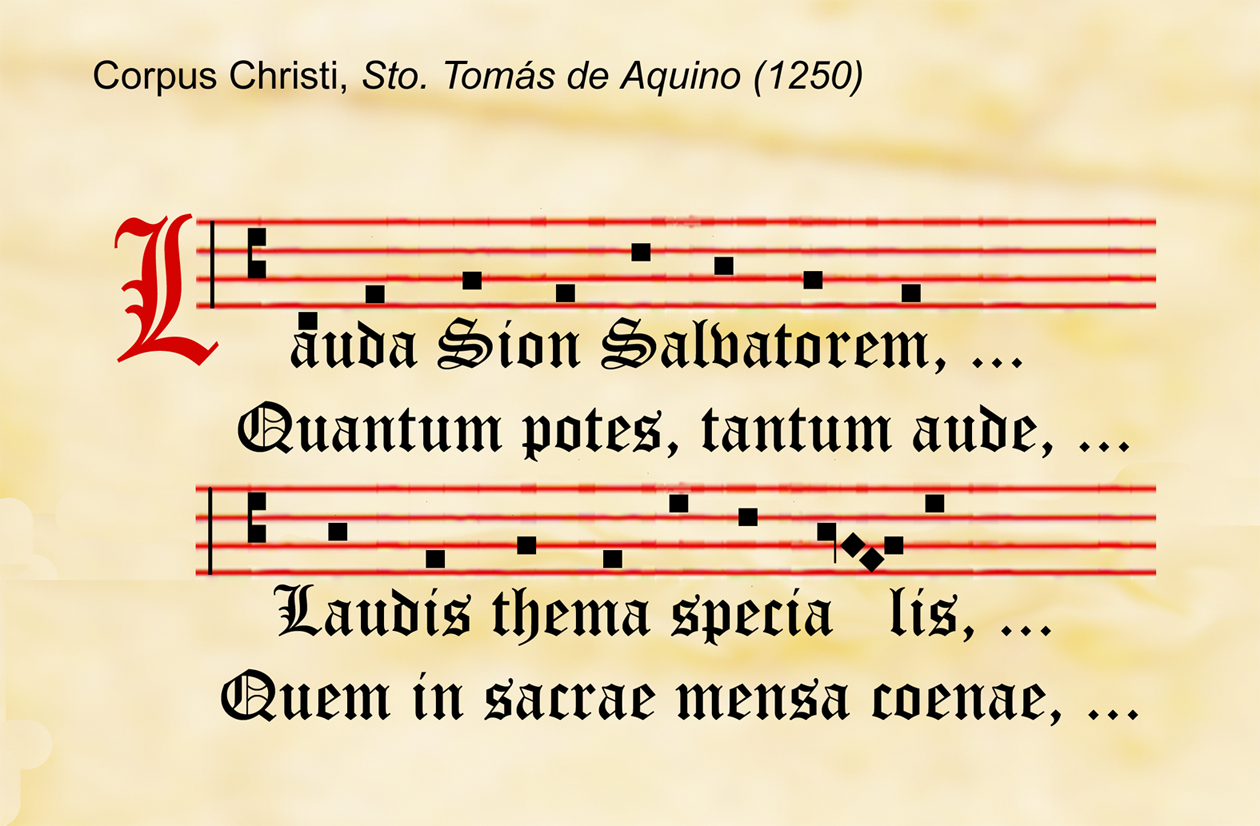
Pergamena contenente una parte della sequenza

Secondo Dom Guéranger: